# アンドラの国歌
アンドラの国歌は「偉大なるカルレマニ」の歌い出しで、アンドラの賛歌とも呼ばれる。作詞者はウルヘル司教を務めたベンリョーク（Joan Benlloch i Vivó, 1864年-1926年）、作曲者はサン・ジュリア・デ・ロリア出身のマルファニ（Enric Marfany Bons, 1871年-1942年）である。1914年9月8日、メリチェイの聖母の記念日に国歌として初めて演奏された。
歌詞はフランスとスペインの間に位置するアンドラ公国の歴史を、アンドラを主語とする1人称で歌っている。建国の父と伝えられるカルレマニ（フランク王国のカール大帝のカタルーニャ語での呼び名）やアンドラの守護聖人であるメリチェイの聖母らに、さらなる庇護を願う内容である。

## 歌詞

### 原詞（カタルーニャ語）
El gran Carlemany, mon pare,

dels alarbs me deslliurà,

i del cel vida em donà,

de Meritxell la gran Mare.

Princesa nasquí i Pubilla

entre dos nacions, neutral;

sols resto l'única filla,

de l'imperi Carlemany.

Creient i lliure onze segles,

creient i lliure vull ser.

siguin els furs mos tutors

i mos Prínceps defensors!

i mos Prínceps defensors!

### 訳詞（日本語）
偉大なるカルレマニ　我が父よ

サラセン人から我を解放せし

天より命を与えられし

偉大なるメリチェイの聖母よ

王女として生まれし

二つの国の間の中立国

我こそただ一人残る

カルレマニ帝国の娘

11世紀にわたり 我は信仰を失わず自由であり続けた

未来も　信仰を失わず自由であり続けん

我が法に　我が庇護者たちと

我が大公たちの護りを

我が大公たちの護りを！